# Biserica Sfântul Andrei din Iași
Biserica „Sfântul Andrei” este o biserică ortodoxă din Iași, situată pe strada Sf. Andrei nr. 3. Acest lăcaș de cult a fost construit în anul 1794.

## Istoric
Biserica, aflată în apropierea Palatul Culturii, în partea dreaptă a acestuia, spre Podu Roș, a fost ctitorită în anul 1794 de preotul Ioan Buciumaș, ajutat fiind de un negustor, pe nume Neculai, pe locul unei vechi biserici de lemn, construită cu mult înainte. Terenul unde se află astăzi biserica era denumit atunci Fânăria Domnească și aici s-au așezat, începând cu secolul al XVIII-lea, slujitori ai Curții Domnești (aflată în apropiere), slujbași și meșteșugari. Astfel, biserica a aparținut, în timp acestor bresle. 
Al doilea hram al bisericii se datorează prezenței aici, în anul 1886, a icoanei făcătoare de minuni a Sfântului Mare Mucenic Mina.
Între anii 1989–1996 biserica a fost reparată capital, a fost mărită și i s-a adăugat în curte un turn-clopotniță. La sfințirea din 1996 a lăcașului, de către ÎPS Mitropolit Daniel Ciobotea (actualul Patriarh), aici au fost prezente moaștele Sfântului Apostol Andrei, aduse în pelerinaj la Iași.